# Pinanga duperreana
Pinanga duperreana là loài thực vật có hoa thuộc họ Arecaceae. Loài này được Pierre ex Becc. miêu tả khoa học đầu tiên năm 1886.